# Суворовка (Акмолинская область)
Суво́ровка (каз. Суворовка) — село в Буландынском районе Акмолинской области Казахстана. Входит в состав Карамышевского сельского округа. Код КАТО — 114043700.

## География
Село расположено в западной части района, на берегу реки Аршалы, на расстоянии примерно 65 километров (по прямой) к юго-западу от административного центра района — города Макинск, в 12 километрах к юго-западу от административного центра сельского округа — аула Шубарагаш.
Абсолютная высота — 337 метров над уровнем моря.
Ближайшие населённые пункты: село Отрадное — на севере, аул Шубарагаш — на северо-востоке, село Мат — на востоке, село Партизанка — на юге.
Через село проходит проселочная дорога, с выходами на автодороги областных значений: КС-1 «Жалтыр — Макинск», КС-8 «Новый Колутон — Акколь — Азат — Минское».

## Население
В 1989 году население села составляло 378 человек (из них русские — 47%, немцы — 42%).
В 1999 году население села составляло 368 человек (255 мужчин и 113 женщин). По данным переписи 2009 года, в селе проживали 134 человека (61 мужчина и 73 женщины).
| Численность населения | Численность населения | Численность населения |
| 1989                  | 1999                  | 2009                  |
| --------------------- | --------------------- | --------------------- |
| 378                   | ↘368                  | ↘134                  |

## Улицы[5]
- ул. Центральная